# بیگانه (مجموعه تلویزیونی ارمنستانی)
بیگانه (ارمنی: Օտարը Otary) یک مجموعه تلویزیونی ملودرام عاشقانه ارمنستانی می‌باشد. از تاریخ ۱۳ مارس ۲۰۱۷ این مجموعه از شانت تی‌وی شروع به پخش نمود. بیشتر داستان این مجموعه در ایروان پایتخت ارمنستان اتفاق می‌افتد.

## بازیگران و نقش‌هایشان

### بازیگران اصلی
- گایانه بالیان[الف]
- هوواک گالویان (هنرپیشه زاده ۱۹۷۳)
- روزان مسروپیان[ب]
- سورن توماسیان[پ]
- نلی خرانیان[ت]
- سیسیان استپانیان[ث] در نقش گور Gor
- مارینکا خاچاتریان در نقش نینت Neneth
- داویت آقاجانیان در نقش آرسن Arsen
- داویت هاکوبیان[ج]
- ماریام آدامیان[چ]
- موراد نادیریان[ح]
- ماریانا گئورگیان[خ]
- روبرت هاکوبیان[د]
- لوئیزا کاراپتیان[ذ] در نقش مایا Maya[۴]
- آنی پطروسیان[ر][۲]
- آرمن مارگاریان[ز][۲]